# さそり (テレビドラマ)
『さそり』は、日本の民放テレビ局TBS系のBS-i（現BS-TBS）で制作され、2004年6月19日から同年8月7日まで放送されたテレビドラマ。梶芽衣子主演で映画化された篠原とおるのマンガ『さそり』の初ドラマ化作品で、主演は水橋貴己。

## 概要
過去作で度々見られてきた暴力描写はテレビ放送の規制上、緩和されており、主人公の松島ナミの原作における頭脳明晰な性格が強調されているため、凶器を使わずにその頭脳を駆使して意図的に自分に危害を加える者を死や破滅に陥れる演出が施されている。
ストーリー自体はナミの両親を殺害した真犯人を追う謎解きが基軸になっており、多くの伏線を張り巡らせ、真犯人が判明してナミが両親の殺害を指示した地元の有力者を殺し、過去作で度々使われてきた凶器である短剣を手に復讐者として覚醒したところで終了している。
当初は2005年、もしくは2006年に続編の製作、映画化の予定がされており、「何故、ナミの両親が殺されなければならなかったのか？」というストーリー上、重要な事実が描かれる予定だったが、2019年現在、続編及び映画化は未だに実現していない。

## キャスト
- 水橋貴己
- 津田寛治
- 小林且弥
- 木下ほうか
- 曽根英樹
- 伊武雅刀
- 坂上香織
- 伊佐山ひろ子
- 星遙子
- 吉行由美
- 小宮隆児
- 岡本信人
- 三船美佳
- 烏丸せつこ
- 大浦龍宇一

## スタッフ
- 脚本：いずみ吉紘
- 監督：鈴木浩介、薗田賢次、古厩智之
- 音楽：遠藤浩二
- 主題歌「怨み節」カバー：蜂谷真紀
- タイトルバック：薗田賢次
- メイキング：井口昇
- ロケ協力：千葉県フィルムコミッション、鴨川市　ほか
- 殺陣：辻井啓伺、森崎えいじ
- プロデュース：米山紳（アートポート）、加藤東司（アートポート）、丹羽多聞アンドリウ(BS-i)
- 企画：松下順一、鈴木孝之
- 製作：BS-i、アートポート